# マニアック (テレビドラマ)
『マニアック』(Maniac) はアメリカ合衆国のダークコメディ・リミテッドシリーズであり、2018年9月21日にNetflixで配信された。ノルウェーの同題名のドラマシリーズに基づいている。パトリック・サマーヴィルらによって脚本が書かれ、キャリー・フクナガによって監督され、エマ・ストーンとジョナ・ヒルが主演する。

## あらすじ
『マニアック』は、日系の製薬会社ネバーディーン・バイオテックの行う謎めいた治験に参加するアニー・ランズバーグとオーウェン・ミルグリムを追う。アニーは母や姉妹との関係に悩む、これという目的のない女性であり、オーウェンは統合失調症と診断されたニューヨークの富豪の五男であり、二人とも人生はうまくいっていない。あらゆる心的問題を解決するという新薬が開発され、二人は他の10人とともに製薬会社で三日間の新薬試験に参加する。
被験者たちは投薬後にAIのGRTA(Gertie)に接続され、別人格となって様々な幻想体験をするが、アニーとオーウェンは体験を共有し、幻想の中で家族と交わる。GRTAには異常があることがわかり、治験は危機に陥る。治験の責任者であるネバーディーンの科学者アズミ・フジタは恋人のジェームズ・マントルレイ、そしてGRTAのモデルであるジェームズの母親グレタの助けを得る。
治験が終わり、オーウェンは兄ジェドの裁判で兄に敵対する証言をしたのち、精神病棟に入る。アニーがオーウェンを救出するところでドラマは終わる。

## 登場人物

### メイン
- アニー・ランズバーグ
  - 演 - エマ・ストーン、日本語吹替 - 佐古真弓
  - 母親と姉妹との関係に悩む女性
- オーウェン・ミルグリム
  - 演 - ジョナ・ヒル、日本語吹替 - 落合福嗣
  - 統合失調症と診断された、ニューヨークの富豪の五男
- ドクター・ジェームズ・マントルレイ
  - 演 -  ジャスティン・セロー、日本語吹替 - 北田理道
  - 製薬会社ネバーディーン・バイオテックの科学者
- ドクター・アズミ・フジタ
  - 演 - ソノヤ・ミズノ、日本語吹替 - 木村香央里
  - 製薬会社ネバーディーン・バイオテックの科学者
- ドクター・グレタ・マントルレイ/GRTA(Gertie)
  - 演 - サリー・フィールド、日本語吹替 - 有川知江
  - ジェームズの母親で著名な療法士、AIのGRTAのモデル
- ポーター・ミルグリム
  - 演 - ガブリエル・バーン、日本語吹替 - ボルケーノ太田
  - オーウェンの父親

### リカーリング
- エリー・ランズバーグ
  - 演 - ジュリア・ガーナー
  - 事故で死んだアニーの妹
- ハンク・ランズバーグ
  - 演 - ハンク・アザリア
  - アニーの父
- ジェド・ミルグリム
  - 演 - ビリー・マグヌッセン
  - セクシュアル・ハラスメントで訴えられるオーウェンの兄
- アデレード
  - 演 - ジェマイマ・カーク（英語版）
  - オーウェンが思いを寄せるジェドの婚約者
- ロバート・ムラモト
  - 演 - 神田瀧夢
  - ドクター・フジタの同僚

## エピソード
| 通算 話数 | タイトル                                      | 監督               | 脚本                                          | 公開日        |
| --------- | --------------------------------------------- | ------------------ | --------------------------------------------- | ------------- |
| 1         | "選ばれし者" "The Chosen One!"                | キャリー・フクナガ | パトリック・サマーヴィル                      | 2018年9月21日 |
| 2         | "新しい自分に" "Windmills"                    | キャリー・フクナガ | パトリック・サマーヴィル                      | 2018年9月21日 |
| 3         | "人生最悪の日" "Having a Day"                 | キャリー・フクナガ | パトリック・サマーヴィル & Caroline Williams  | 2018年9月21日 |
| 4         | "セバスチャン毛皮店" "Furs by Sebastian"      | キャリー・フクナガ | パトリック・サマーヴィル & Nick Cuse          | 2018年9月21日 |
| 5         | "驚くなかれ" "Exactly Like You"               | キャリー・フクナガ | Caroline Williams & Mauricio Katz             | 2018年9月21日 |
| 6         | "構造的な問題" "Larger Structural Issues"     | キャリー・フクナガ | パトリック・サマーヴィル & Nick Cuse          | 2018年9月21日 |
| 7         | "雲の湖へ" "Ceci N'est Pas Une Drill"         | キャリー・フクナガ | Amelia Gray & Danielle Henderson              | 2018年9月21日 |
| 8         | "見えない月とネズミ" "The Lake of the Clouds" | キャリー・フクナガ | Mauricio Katz & Nick Cuse                     | 2018年9月21日 |
| 9         | "ウテンゴッタ" "Utangatta"                    | キャリー・フクナガ | パトリック・サマーヴィル                      | 2018年9月21日 |
| 10        | "3つ目の可能性" "Option C"                    | キャリー・フクナガ | パトリック・サマーヴィル & キャリー・フクナガ | 2018年9月21日 |

## 製作

### 準備
2016年3月18日、Paramount Television とAnonymous Content がキャリー・フクナガ監督による30分のテレビドラマシリーズを製作することが発表された。製作総指揮はフクナガのほか、エマ・ストーン、ジョナ・ヒル、Michael Sugar、Doug Wald、Ashley Zaltaが務めることになった。シリーズには多くのネットワークの買い手がつき、脚本家が探された。一週間もたたないうちに、Netflixがシリーズの配信権を買い取ることになり、10話からなるシリーズを発注した。2016年10月21日、パトリック・サマーヴィルが脚本を担当すると発表された。2018年7月29日、配信日が2018年9月21日となることが発表された。

### キャスティング
シリーズ製作の発表とともに、エマ・ストーンおよびジョナ・ヒルが主演契約を結ぼうとしていることが報道された。2017年8月、レギュラーとしてソノヤ・ミズノがレギュラーとなり、ジャスティン・セローおよびジュリア・ガーナーがリカーリングキャストとなることが発表された。2017年9月13日、Jemima Kirkeがリカーリングキャストに参加すると報道された。2017年10月5日には、サリー・フィールドがリカーリングキャストに参加すると報道された。2018年2月23日には、Billy Magnussenの参加が報道された。

### 撮影
主な撮影は、ニューヨーク市で2017年8月15日に開始され、同年11月に終了するとされた。

## 公開

### マーケティング
2018年4月18日、Netflixはスチルイメージを公開した。同年7月29日には最初のティーザーが公開された。約1週間後、公式の予告編が公開された。